# Richard Seddon
Pour les articles homonymes, voir Seddon.
Richard John Seddon (né le 2 juin 1845 à Eccleston dans le Lancashire en Angleterre et mort le 10 juin 1906 en mer de Tasman) est un homme d'État néo-zélandais, quinzième Premier ministre de Nouvelle-Zélande du 27 avril 1893 à sa mort. Le « plus célèbre » premier ministre qu'ait connu le pays, il en « domine complètement » la vie politique à la fin du XIXe siècle et au début du XXe siècle. Ses treize ans à la tête de la Nouvelle-Zélande, rendus possibles par cinq victoires électorales consécutives, constituent un record inégalé. Initiateur de réformes sociales inédites dans l'Empire britannique, et par ailleurs fervent impérialiste, il améliore les conditions de vie et de travail des ouvriers, met en place les premières pensions de vieillesse, et établit un arbitrage des conflits sociaux qui favorise le plus souvent les employés. C'est le gouvernement Seddon qui, en 1893, fait de la Nouvelle-Zélande le premier pays au monde à accorder le droit de vote aux femmes - certes non sans hésitation. Enfin, c'est le gouvernement Seddon qui, avec l'accord du Royaume-Uni, établit les premières possessions coloniales de la Nouvelle-Zélande dans l'océan Pacifique, en annexant les îles Cook et Niue en 1901. Connu de son vivant sous le surnom King Dick (le « roi Richard »), en raison de sa présence et de son autorité, il demeure avec Michael Savage l'un des dirigeants les plus influents et les plus emblématiques de la Nouvelle-Zélande.

## Jeunesse et débuts
Fils d'enseignants, élevé dans une famille anglicane, il est éduqué dans une grammar school dont son père est le proviseur. Élève dissipé, rétif à apprendre le latin, il cesse son éducation à l'âge de douze ans, et travaille un temps sur la ferme de son grand-père paternel. En 1863, il émigre en Australie, pour y participer à la ruée vers l'or au Victoria. N'ayant trouvé que très peu d'or, il travaille à des tâches manuelles dans l'atelier d'une compagnie de chemins de fer. En février 1866, il émigre en Nouvelle-Zélande, qui connaît elle aussi une ruée vers l'or. Il se lance dans le commerce, et épouse Louisa Jane Spotswood en janvier 1869. Le couple aura neuf enfants, dont six filles. 
Il entre en politique locale, défendant notamment les intérêts des chercheurs d'or. En 1874, il est élu membre du Conseil provincial du Westland. Dans le même, il représente des chercheurs d'or comme plaideur profane devant les tribunaux. En 1876, il ouvre un hôtel sur les mines d'or de Kumara, ville nouvelle dont il est élu premier maire l'année suivante. 

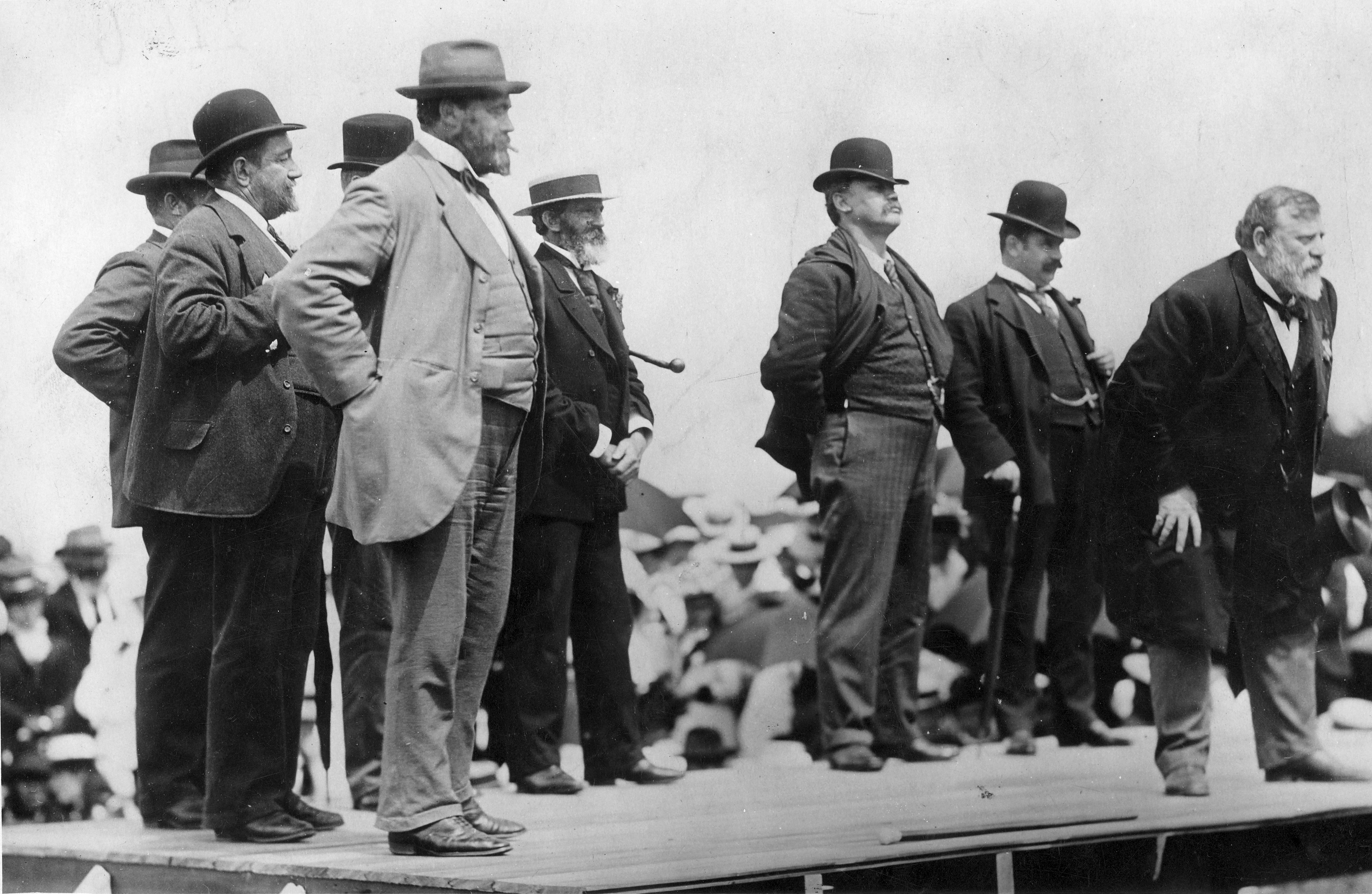
Richard Seddon, à la droite de l'image, s'adressant à un rassemblement de Libéraux vers la fin des années 1890.

## Député
Il se présente pour la première fois aux élections législatives de 1876, sans succès. Il se forme sur le fonctionnement des institutions, les procédures parlementaires et la production des lois, et se présente à nouveau en 1879. Il est élu député de la ville de Hokitika à la Chambre des représentants. Il siège sans étiquette, puisqu'il n'y a pas encore de partis politiques en Nouvelle-Zélande, mais soutient généralement la faction de George Grey. Il est réélu continuellement député jusqu'à sa mort, représentant la circonscription de Kumara de 1881 à 1890, puis celle de Westland. 
En tant que député, il se considère comme défenseur des intérêts des habitants de la côte ouest, et notamment des mineurs. Initialement, il s'intéresse peu aux questions de politique nationale. Par ailleurs, il est raillé par ses opposants, qui le perçoivent comme rustre et peu éduqué, ce que traduirait son accent. Pour autant, sa volonté de voir la côte ouest bénéficier de politiques de développement l'amène peu à peu à s'intéresser davantage à la politique nationale, au rôle de l'État et à des idées socialistes.

## Ministre
Il s'associe au premier parti politique à émerger du Parlement à la fin des années 1880 : le Parti libéral, mouvement progressiste et interventionniste, très différent de son homologue au Royaume-Uni à la même époque. Emmenés par John Ballance, les libéraux accèdent au pouvoir en janvier 1891. Ballance nomme Seddon au poste de ministre des Mines, de la Défense et des Travaux publics, puis également de la Marine l'année suivante. Seddon, toujours ridiculisé par les conservateurs pour son manque de raffinement, devient mieux connu du grand public, qui apprécie sa volonté de s'identifier au peuple, aux personnes ordinaires. Lui qui ne s'était longtemps intéressé qu'à la côte ouest voyage désormais à travers le pays, s'exprime de très nombreuses fois en public, et reçoit de nombreuses délégations et pétitions pour la mise en place de travaux publics. Projetant un air sympathique et convivial, il aime à discuter avec les citoyens. Il devient une figure populaire. Il refuse par la suite d'être nommé chevalier, afin de préserver son image d'homme du peuple. Il laissera en héritage un certain style populiste que n'avaient pas ses prédécesseurs,.

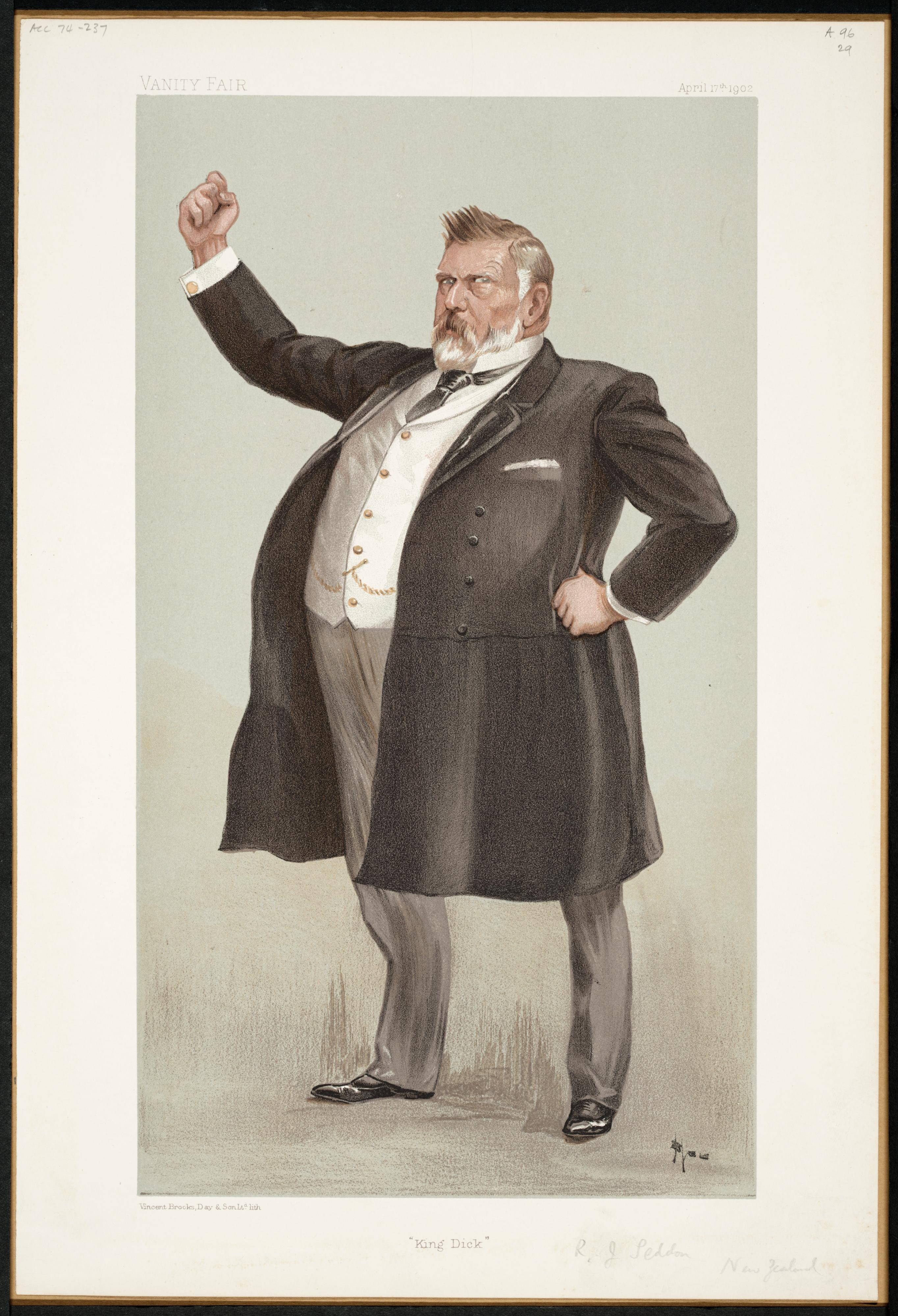
Seddon caricaturé par Vanity Fair en 1902.

## Premier ministre
Le Premier ministre John Ballance décède durant l'exercice de ses fonctions en avril 1893. Seddon s'impose aisément au parti comme son successeur. En tant que Premier ministre, il adopte un style autocratique et directif, encadrant de près ses ministres. Monopolisant les pouvoirs, il accorde peu d'espace pour un fonctionnement autonome de son parti. Il s'accorde à lui-même plusieurs ministères clés, dont celui des Finances dès 1896, qu'il conserve jusqu'à sa mort, le retirant à Joseph Ward. Prudent dans ce domaine, il veille à produire des budgets excédentaires,. 
Son ministre du Travail William Pember Reeves, socialiste fabien et principal penseur des politiques sociales du gouvernement, introduit en 1894 la politique d'arbitrage et de conciliation qui sera l'une des mesures phares de l'ère Seddon. Dorénavant, pour défendre les intérêts des ouvriers mais aussi pour limiter le recours aux grèves, les conflits sociaux sont arbitrés par des tribunaux spéciaux, qui veillent efficacement au bien-être des travailleurs. Pour autant, en 1896, Seddon prend à son compte le poste de ministre du Travail, et pilote donc en grande partie l'introduction concrète de cette mesure. Ses rapports avec Reeves sont parfois difficiles, Seddon se montrant inconfortable face à l'intellectualisme affirmé de son associé.
Étant son propre ministre de l'Immigration à partir de 1903, il durcit les restrictions à l'encontre de toute immigration chinoise. Il est également son propre ministre des Affaires indigènes de 1893 à 1899, et adopte envers les Maori une position bienveillante mais paternaliste. Il obtient par la négociation la vente de bon nombre de leurs terres.

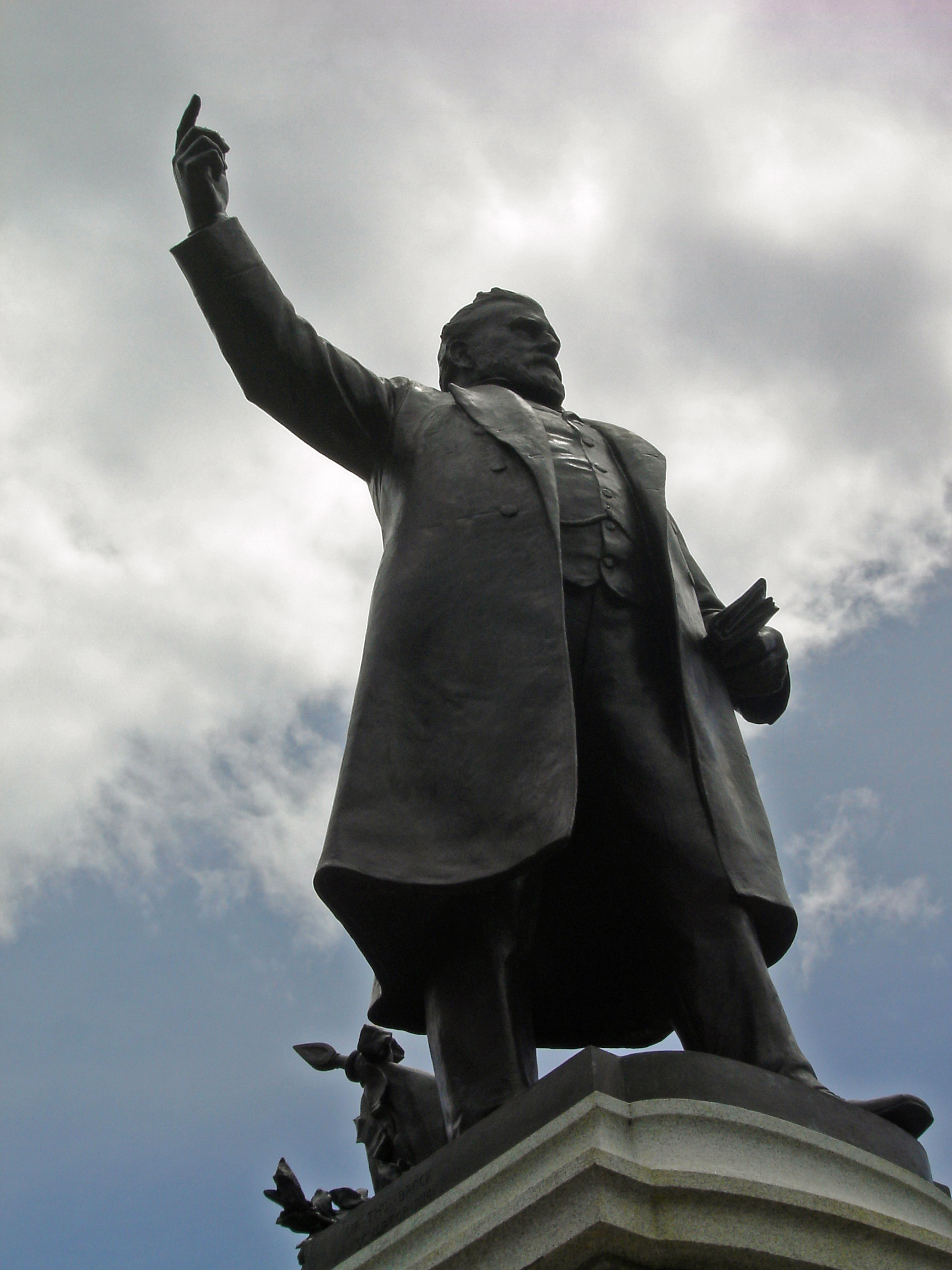
La statue de Richard Seddon devant le Parlement.

L'une des premières mesures de son gouvernement est néanmoins une loi à laquelle il n'est personnellement pas favorable : le droit de vote pour les femmes. Il en accepte l'adoption par ce qui est alors la chambre basse, la Chambre des représentants, en supposant que les conservateurs du Conseil législatif (la chambre haute) la rejetteront. À sa surprise, ces derniers valident la loi, et la Nouvelle-Zélande devient en 1893 le premier pays au monde à accorder le droit de vote aux femmes.
En 1898, il introduit des pensions de vieillesse, mesure en avance sur son temps, et qu'il soutient fortement. C'est cette mesure qui lui est dès lors principalement associée dans la mémoire du public. En 1905, il s'implique aussi fortement dans l'adoption d'une loi améliorant les normes des logements pour les travailleurs pauvres. Dans le reste du monde anglophone, ainsi qu'en Europe continentale, les esprits réformateurs s'intéressent de près à ces expériences néo-zélandaises,. Seddon invoque pour sa part des idées proches de celle de la lutte des classes, s'exprimant sur la lutte des travailleurs et des classes moyennes contre les riches et les grands propriétaires terriens.
Partisan « actif et bruyant » de l'impérialisme britannique, il est favorable à une extension de l'Empire britannique dans le Pacifique. Il s'inquiète de voir d'autres empires -français, allemand, américain- coloniser des îles du Pacifique sans que le Royaume-Uni ne s'en soucie ; il s'indigne de l'annexion de Hawaii par les États-Unis en 1898. Il demande en vain au gouvernement britannique d'annexer les Samoa, et de les placer sous administration néo-zélandaise, de même que les Fidji. Il obtient l'annexion des îles Cook et de Niue, confiés à la Nouvelle-Zélande en 1901. Il soutient avec virulence la position britannique dans la seconde guerre des Boers dans le sud de l'Afrique. Il encourage les Néo-Zélandais à se porter volontaires pour y rejoindre les troupes impériales, veille à ce qu'ils soient bien équipés, et visite par la suite l'Afrique du Sud,.

## Mort et héritage
Très actif et dynamique, travaillant de longues heures durant la nuit, il commence à souffrir de fatigue, et de problèmes cardiaques à partir de la fin des années 1890. Il annonce par avance sa démission pour raisons de santé pour l'année 1907, mais meurt le 10 juin 1906 à bord d'un navire le ramenant d'une visite en Australie. 
Longtemps perçu comme l'incarnation par excellence de l'État néo-zélandais, il est le seul ancien Premier ministre à être honoré par une statue devant le Parlement. Son héritage politique est revendiqué durant la première moitié du vingtième siècle par le mouvement travailliste, qui dans les années 1930, avec Michael Savage, reprend et accentue ses réformes sociales.